# Ipswich (Massachusetts)
Ipswich és una població dels Estats Units a l'estat de Massachusetts. Segons el cens del 2000 tenia 12.987 habitants.

## Demografia
Segons el cens del 2000, Ipswich tenia 12.987 habitants, 5.290 habitatges, i 3.459 famílies. La densitat de població era de 153,9 habitants/km².
Dels 5.290 habitatges en un 30,1% hi vivien nens de menys de 18 anys, en un 54% hi vivien parelles casades, en un 0% dones solteres, i en un 34,6% no eren unitats familiars. En el 28,3% dels habitatges hi vivien persones soles l'11,7% de les quals corresponia a persones de 65 anys o més que vivien soles. El nombre mitjà de persones vivint en cada habitatge era de 2,42 i el nombre mitjà de persones que vivien en cada família era de 3.
Per edats la població es repartia de la següent manera: un 23% tenia menys de 18 anys, un 5,1% entre 18 i 24, un 28,3% entre 25 i 44, un 28,1% de 45 a 60 i un 15,6% 65 anys o més.
L'edat mediana era de 42 anys. Per cada 100 dones de 18 o més anys hi havia 86,2 homes.
La renda mediana per habitatge era de 57.284 $ i la renda mediana per família de 74.931 $. Els homes tenien una renda mediana de 51.408 $ mentre que les dones 38.476 $. La renda per capita de la població era de 32.516 $. Entorn del 4,1% de les famílies i el 7,1% de la població estaven per davall del llindar de pobresa.